# رخج

رخج در حدود ۳۰۰ پ.م.

رُخَج (به فارسی باستان: هَرَئووَتیش، /𐏃𐎼𐎢𐎺𐎫𐎡𐏁 ،/harauvatiš) از ساتراپی‌های شرقی شاهنشاهی هخامنشی در اطراف قندهار امروزی بوده.  گاه سرزمین باستانی گنداره، سرزمینی که از نواحی رود کابل تا رود سند وسعت داشته با این سرزمین اشتباه گرفته می‌شود.
ایالت رخج در خاور فلات ایران قرار داشت و مشتمل بر قندهار امروزی در افغانستان می‌شده‌است. نخستین بار در فرگرد نخست وندیداد اوستا بنام هَرَخوَیتی و در فهرست سرزمین‌های تابع هخامنشیان در سنگ‌نوشته‌های هخامنشی بنام هَرَهُوَتیش آمده‌است.
اسکندر مقدونی در سال ۳۲۸ پیش از میلاد، به این سرزمین رسید و رُخّجی‌ها را به اطاعت درآورده و کاپیشه‌کانیش پایتخت رُخَج را به نامش اسکندریه تغییر نام داد که همان  گداره است.(گداره و قندهار پیشین را نباید با قندهار امروزی به اشتباه گرفت برای اطلاعات بیشتر به گداره و قندهار رجوع کنید) در متون فارسی و عربی پس از اسلام، این سرزمین را رُخَج می‌نامیدند.

## نام
رخج را در قدیم رخد نیز می‌گفتند. سرزمین رخج نام خود را از رود اصلی منطقه که امروزه ارغنداب نامیده می‌شود گرفته‌است. رخد و اَرغَند هر دو شکل‌های متفاوتی از یک واژه کهن ایرانی و به معنای «پرآب» هستند.
ایرانیان باستان که پیرامون سه هزار سال پیش برای سکونت به این سرزمین رسیدند آن را به یاد ایزدبانوی باران یعنی «اناهید-هرهوتی» (ناهید دارنده آب‌ها)، هره‌وتی (دارندهٔ آب‌ها) نامیدند.
رود اصلی منطقه را نیز به نام رود بزرگ افسانه‌های ایرانی یعنی هَرَهُوَتی نامیدند. این رود در افسانه‌ها از کوه هَرا سرچشمه گرفته و به دریای وُوروکَشا جاری می‌شود و سرچشمهٔ تمام آب‌های جهان است. این نام به مرور به صورت ارغند درآمد و سپس ارغنداب نامیده شد.
نام رخج به اوستایی: هَرَخ‌وَیتی، به پارسی باستان: هَرَئووَتیش، به یونانی باستان: آراخوزیا یا آراخوتای، به لاتینی: آراخوزیا، به پارسی دری: رُخَد و به عربی: رُخَج است.
اصل پارسی باستان نام یعنی هرئووتیش با واژه ودایی «سارَسوَتی» به معنی «پرآب» و «پُردریاچه» هم‌ریشه است.
در روزگار اشکانیان به رخج «هندوستان سفید» نیز گفته می‌شد.

## داریوش

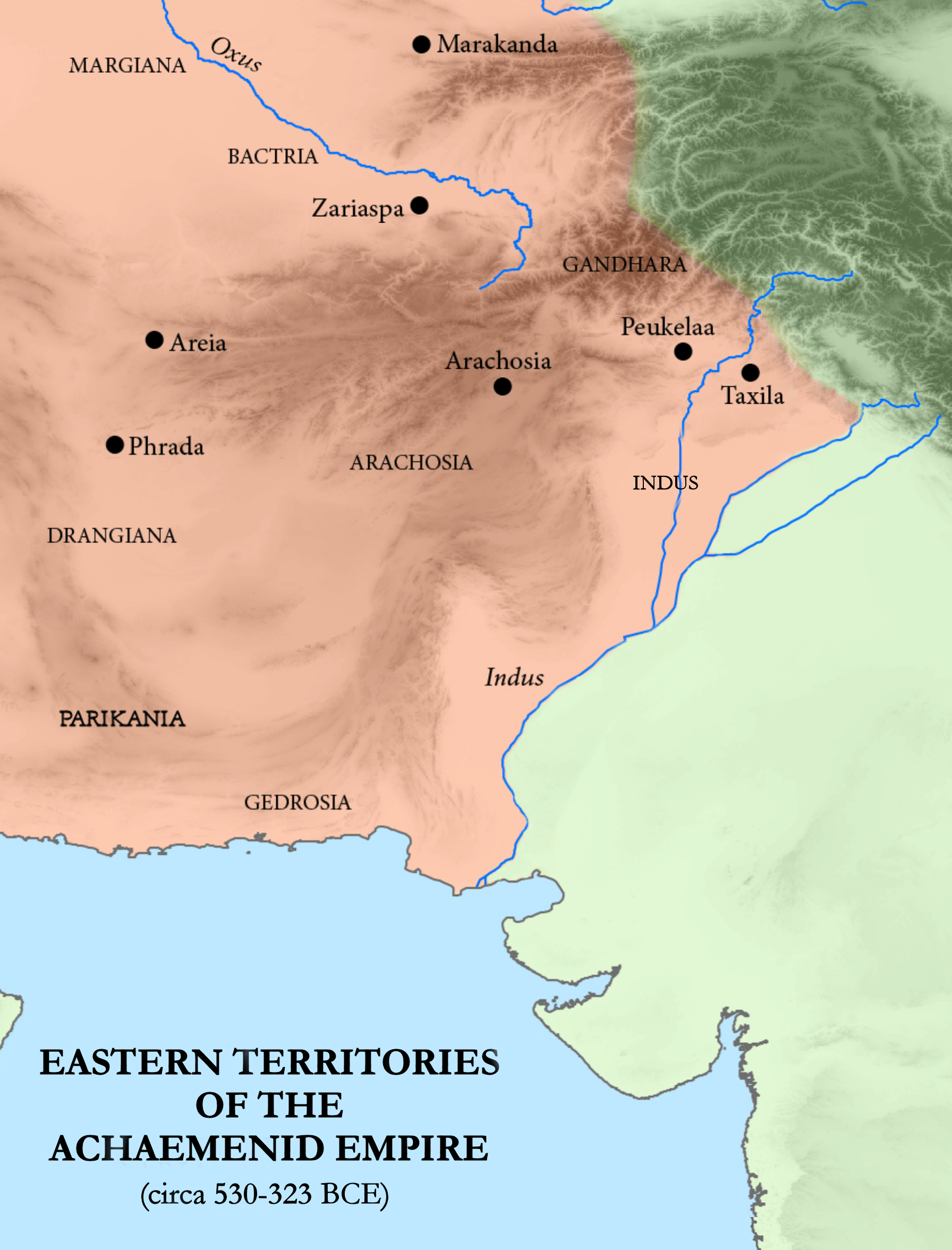
ساتراپی‌های شرقی امپراتوری هخامنشی

تاریخ رخج با تاریخ سیستان و اقوام ایرانی‌تبار سکایی پیوند دارد. در روزگار باستان در آسیای میانه یوئه‌چی‌های شکست‌خورده که هنوز بیشتر توان نظامی و تاخت‌وتازشان را حفظ کرده بودند و از پشت، تحت فشار هیونگ‌ها بودند، به زیست‌گاه سکاها در نزدیکی فرارود تاختند و آن‌ها را به سوی مناطق جنوبی‌تر راندند. بر اثر فشار همین قوم بود که سکاها به منطقهٔ رخج و سپس به زَرَنگ (سیستان کنونی) رانده شدند و نام قومشان را به منطقه سکستان (سیستان) دادند.
داریوش بزرگ از رُخج به نام سیستان ایران نام می‌برد. این شهر آریایی همان گدروسیا باستانی یونانی‌ها است. اسکندر شرح لشکرکشی‌هایش را به گدروسی در تاریخ ثبت کرده‌است. وی از دریانوردی فرمانده‌اش به نام نیارخوس در دریای مکران (دریای عمان) نام برده‌است.

داریوش شاه گوید: 
 آن وهیزدات که خود را بردیا (فرزند کوروش بزرگ) می‌خواند او سپاه به رخج (سیستان) فرستاده بود. علیه وی «وان نام پارسی» بنده من شهربان رخج و مردی را سردار آنها کرده بود... داریوش می‌گوید بعد از نبرد با بردیای دروغین همه دروغگویان و شورشیانش را شکست دادم و فرمانروای رخج شدم.